# Wyczółki (Białoruś)
Wyczółki (biał. Вычулкі, Wyczułki) – wieś (Od 1 czerwca 2007 r. na terenie miasta Brześć, jako osiedle) na Białorusi w obwodzie brzeskim, dawniej wchodziła w skład sielsowietu Telmy. 
W miejscowości znajduje się parafialna cerkiew św. Jerzego Zwycięzcy w stylu neoruskim.